# Diplacodes bipunctata
Diplacodes bipunctata е вид водно конче от семейство Libellulidae. Видът не е застрашен от изчезване.

## Разпространение
Разпространен е в Австралия (Австралийска столична територия, Виктория, Западна Австралия, Куинсланд, Нов Южен Уелс, Северна територия и Южна Австралия), Вануату, Гуам, Индонезия (Малуку и Папуа), Микронезия, Нова Зеландия (Северен остров и Южен остров), Нова Каледония, Папуа Нова Гвинея, Самоа, Соломонови острови, Тонга и Фиджи.